# Arctopsyche tricornis
Arctopsyche tricornis är en nattsländeart som beskrevs av Schmid 1968. Arctopsyche tricornis ingår i släktet Arctopsyche och familjen ryssjenattsländor. Inga underarter finns listade i Catalogue of Life.